# Tribus miraculis
Tribus miraculis is een kerkelijk gezang dat tijdens het koorgebed in de vorm van een antifoon gezongen wordt tijdens de tweede vespers van het christelijk feest Driekoningen (Epifanie).
Het is een loflied omtrent de drie wonderen die, ter afsluiting van de Kersttijd, op Driekoningen (vaak is dat 6 januari) worden herdacht. Dit zijn:
1. De Aanbidding der Koningen
2. De Doop van Jezus in de Jordaan
3. De Bruiloft te Kana

Deze gebeurtenissen zijn in zoverre verwant dat hierbij, volgens de christelijke leer, de godheid van Jezus zou zijn geopenbaard.
Het gezang is vele malen op muziek gezet, bijvoorbeeld als motet. Ook werd de -Latijnse- tekst wel vertaald in dichtvorm, bijvoorbeeld door Johannes Stalpaert van der Wiele in zijn bundel Gulde-jaers feest-daghen of den schat der geestelycke lof-sangen gemaeckt op elcken feest dagh van 't geheele Iaer, waarvan het eerste couplet luidt:
WY vyeren inde Kercke,

En heugen met dit lied,

Drie wonderlijcke wercken

Die huyden zijn geschiedt,

Drie Koningen uyt Oosten

Met Wieroock, Myrrh' en Goud,

't Kind IESUM quamen troosten

Van dertien dagen oud.

Wy vyeren inde Kercke,

En heugen met dit lied,

Drie wonderlijcke wercken

Die huyden zijn geschiedt.
- Bibliothèque nationale de France: cb139663657 (data)
- Gemeinsame Normdatei: 300411669
- Library of Congress Control Number: n2021064334
- Virtual International Authority File: 193662791